# Крик 6
«Крик 6» (англ. Scream VI, стилізований як SCREAIVI) — американський фільм жахів, що є шостим у серії «Крик» та продовженням однойменного фільму 2022 року. Постановку очолили режисери Метт Беттінеллі-Олпін та Тайлер Джіллетт, а сценарій написали Джеймс Вандербілт та Гай Бусік. Кевін Вільямсон повернувся до проєкту виконавчим продюсером. Акторка Нів Кемпбелл відмовилася від участі у продовженні через маленький гонорар — шоста частина стала першим фільмом франшизи, в якому не з'явиться персонаж Сідні Прескотт. Це також перший фільм у франшизі без участі Девіда Аркетта в ролі Дьюї Райлі. До своїх ролей повернулися Мелісса Баррера, Дженна Ортега, Мейсон Гудінг, Джасмін Савой Браун, Кортні Кокс і Гейден Панеттьєр. Одну з ролей зіграв Дермот Малруні. Вихід фільму в прокат відбувся 10 березня 2023 року.

## Сюжет
Новий фільм продовжує історію тих, хто вижив у кривавій різанині п'ятого «Крику» — молоді люди залишають рідне містечко Вудсборо, щоб почати все спочатку. 12 червня стало відомо, що дія фільму відбуватиметься в Нью-Йорку, куди переїдуть четверо людей.

## У ролях
| Актор               | Роль                    |
| ------------------- | ----------------------- |
| Мелісса Баррера     | Сем Карпентер           |
| Дженна Ортега       | Тара Карпентер          |
| Мейсон Гудінг       | Чед Микс-Мартін         |
| Джасмін Савой Браун | Мінді Мікс-Мартін       |
| Кортні Кокс         | Гейл Везерс             |
| Гейден Панеттьєр    | Кірбі Рід               |
| Роджер Джексон      | Голос убивці            |
| Дермот Малруні      | поліцейський Вейн Бейлі |
| Самара Вівінг       | Лора Крейн              |
| Генрі Черні         | Крістофер Стоун         |
| Тоні Револорі       | Джейсон Керві           |
| Джош Сегарра        | Денні Брекетт           |
| Ліана Ліберато      | Квін Бейлі              |
| Джек Чемпіон        | Ітан Лендрі             |
| Девін Некода        | Аніка Кайоко            |

## Початковий етап
Незадовго до виходу фільму «Крик 4» Кевін Вільямсон розповів, що вже розробив сюжет фільмів «Крик 5» та «Крик 6» — підписання контракту зі студією залежало від касового успіху четвертої частини. У липні 2014 року Вільямсон розповів, що фільм мав запустити нову трилогію, але все склалося інакше; сценарист також зазначив, що ймовірність того, що він братиме участь у майбутніх проєктах франшизи, вкрай мала. За задумом Вільямсона, у п'ятому фільмі Примарне обличчя переслідує Джилл Робертс, поки вона навчається в університеті, а шостий фільм сконцентрувався на історії Гейл Везерс та її шлюбі з Дьюї Райлі.
У січні 2022 року режисери картини виявили бажання попрацювати над продовженням. Про роботу над сіквелом офіційно оголосили 3 лютого 2022 року — основна команда знімальної групи повернулася до роботи над продовженням. Сценарій знову написали Джеймс Вандербілт та Гай Бусік. У червні Ортега повідомила, що в новому фільмі Примарна особа буде «набагато агресивнішою і жорстокішою».

## Кастинг

### Участь Кемпбелл
Незадовго до виходу в прокат п'ятої частини серії Нів Кемпбелл висловила готовність знятися в новому фільмі. Однак 6 червня 2022 року стало відомо, що вона відмовилася від участі в проєкті через умови її контракту і гонорару, зробивши офіційну заяву:
«Як жінці мені довелося дуже багато працювати, щоб моя праця була гідно оцінена, особливо коли справа стосується „Крику“. Я відчула, що пропозиція, яка мені була зроблена, не відповідає цінності, яку я привнесла у франшизу. Це було дуже важке рішення — рухатися далі. Всім моїм шанувальникам за „Криком“: „Я люблю вас. Ви завжди неймовірно підтримували мене. Я дуже вдячна вам і тому, що ця франшиза дала мені за останні 25 років“».
Портал «IndieWire» зазначив, що «акторка знімалася у фільмах франшизи „Крик“ протягом 26 років — ця новина стала кінцем цілої епохи». Актор Девід Аркетт також прокоментував цю новину: «Я хочу бачити її в продовженні. Фільм „Крик“ без Сідні приречений на провал, але я розумію її рішення. Це бізнес — вони повинні врахувати всі фактори, щоб дотримати бюджет і зняти фільм». Меттью Ліллард також прокоментував рішення колишньої колеги, порівнявши її з Томом Крузом:
"Подумайте про це. Том Круз отримає менше грошей за "Кращого стрільця 5"? Та ні хріна. То чому жінка має отримати менше? Чому б не платити їй більше із кожною новою частиною? "Крик 5" хіба не був хітом? Він зірвав касу. Вони заробили купу грошей? Так! Чи має Нів Кемпбелл отримати гроші за роботу над п'ятьма фільмами франшизи? Так! Тому що вона — провідна актриси однієї з найуспішніших хорор-франшиз. Це просто бісить.
Джасмін Савой Браун, Емма Робертс та Джеймі Кеннеді також публічно висловилися на підтримку рішення актриси, а також відзначили її внесок у розвиток франшизи. В інтерв'ю «Jake's Takes» Робертс сказала: «Хтось надіслав мені цю новину минулого вечора, і я подумала, що це не може бути правдою. Це — „качка“! Я хочу сказати — вона ж королева! Які ще можуть бути питання?». Сара Мішель Геллар, яка знімалася з Кемпбелл у фільмі «Крик 2», сказала в інтерв'ю порталу «Hollywood Life»: «Нів — дуже розумна, дивовижна людина. Я впевнена, що незалежно від обставин, особистих чи професійних, вона мала вагомі причини для такого рішення, тому що вона дуже любить своїх глядачів, шанувальників, і вона дуже пишається цими фільмами. Не знаючи подробиць, це все, що я можу сказати».
Наприкінці червня в мережі з'явилися чутки, що студія «Paramount» все ж таки домовилася з акторкою про її участь у проєкті — вона з'явиться в невеликій ролі в шостому фільмі, але стане одним із центральних персонажів сьомої частини. Про це в «Твіттер» написав користувач ViewerAnon, який у більшості випадків був достовірним джерелом інформації про проєкти кіновсесвіту «Marvel».

### Інші актори
У березні 2022 Кортні Кокс підтвердила свою участь, повідомивши, що вже прочитала сценарій нової частини — зйомки почнуться в Канаді в червні 2022 року. У травні 2022 року стало відомо, що Мелісса Баррера, Дженна Ортега, Мейсон Гудінг та Джасмін Савой Браун повернуться до своїх ролей. Наступного дня Гейден Панеттьєр повідомила, що знову зіграє Кірбі Рід, яка вижила після подій фільму «Крик 4». 3 червня стало відомо, що Дермот Малруні зіграє у фільмі роль поліцейського, а через три дні Кокс офіційно підтвердила, що знімається у продовженні. 16 червня було оголошено про те, що Джек Чемпіон, Ліана Ліберато, Девін Некода та Джош Сегарра приєдналися до проєкту. 23 червня стало відомо, що Генрі Черні отримав роль у фільмі. 14 липня було оголошено, що Самара Вівінг та Тоні Револорі також знімуться у фільмі. Вівінг та Черні вже знімалися разом у фільмі «Гра в хованки» (2019).

## Зйомки

### Початок виробництва
У березні стала відома дата виходу картини в прокат — 31 березня 2023 року. Зйомки мали розпочатися 6 червня 2022 року в Монреалі в Канаді. Однак їх перенесли на 9 червня — у зв'язку з новинами про те, що Кемпбелл залишає проєкт. Джеймс Вандербілт, Пол Найнштейн та Вілльям Шерак з «Project X Entertainment» виступають продюсерами, а Чед Віллелла, Кеті Конралд, Маріанн Маддалена та Кевін Вільямсон працюють над проєктом як виконавчі продюсери.

### Висвітлення у соціальних мережах
11 червня у мережі з'явилися перші фотографії зі зйомок фільму, дія якого відбувається у Нью-Йорку; самі зйомки, як і планувалося, відбуваються у Канаді. 14 липня в мережі з'явилися фото зі зйомок сцен за участю Кортні Кокс, а 14 серпня актриса на своїй сторінці в Instagram повідомила, що закінчила зйомки сцен зі своєю участю, опублікувавши жартівливе відео, на якому її переслідує Примарна особа. 6 серпня Гейден Пенетьєр опублікувала світлини з майданчика. Зйомки завершилися наприкінці літа, а загальна фотографія з акторами та членами знімальної групи була опублікована у соціальних мережах 30 серпня.

## Просування

### Назва фільму
У виробничих документах знімальна група фільму використовувала назву «Blackmore», а на майданчику як робочий — заголовок «Scream !!». Серед деяких журналістів і шанувальників франшизи у свій час була поширена назва «Крик 666» (англ. Scream 666). З виходом першого рекламного ролика стала відома офіційна назва нової частини — «Крик 6» (англ. Scream VI), де як порядковий номер була використана частина літери «M», забарвлена в червоний колір і стилізована під римську цифру шість — VI.

### Трейлери
Перший тизер-трейлер фільму опублікував канал «Paramount Pictures» на YouTube 14 грудня 2022 року.

## Реліз
Спочатку прем'єра фільму була призначена на 31 березня 2023 року, але в листопаді 2022 року стало відомо, що картина вийде в прокат раніше — 10 березня 2023 року.

## Музика
Музику до фільму, як і в попередній частині, напише Браян Тайлер.